# Imaia gigantea
Imaia gigantea är en svampart som först beskrevs av Sanshi Imai, och fick sitt nu gällande namn av Trappe & Kovács 2008. Imaia gigantea ingår i släktet Imaia och familjen Morchellaceae.   Inga underarter finns listade i Catalogue of Life.